# Báthori György (főlovászmester, ?–1534)
Ecsedi Báthori (V.) György (?–1534) főlovászmester (1491–1531), somogyi főispán. Báthori István nádor testvére.

## Élete
Báthori András és bélteki Drágffy Julianna fiaként született.
1491-ben részt vett nagybátyja, Báthori István erdélyi vajda társaságában a pozsonyi béketárgyalásokon az Ulászló-párti magyar küldöttség tagjaként, akik a Miksa-párti német küldöttséggel békét kötöttek 1491. november 7-re dátumozva. Az aláírásra valószínűleg november 23-án került sor, ekkor Báthori György írta alá a német példányt Báthori István vajda helyett, mivel a vajda a magyar arisztokrácia azon utolsó nemzedékéhez tartozott, amelynek tagjai közül még sokan nem tudtak írni. Hasonló okok miatt Ország László lovászmester és Rozgonyi László kamarásmester helyett Bakócz Tamás kancellár írt alá.
Egy 1490-es birtokosztályos oklevél szerint Babócsa várát Báthori György főlovászmester és somogyi főispán kapta meg.
1496-ban II. Ulászló személyesen jelent meg Babócsán, hogy – eddigi főlovászmestersége mellé – somogyi főispánná nevezze ki. Innentől a főúr hatalma jelentősen növekedett, és több Újlaki Miklós volt familiárisa is került át szolgálatába. Köztük, osztopáni Perneszy Zsigmond, aki Somogy vármegye alispánja lett, és öccse osztopáni Perneszy Imre, aki a babócsai várnagyi tisztséget kapta meg Báthorytól.
1505-ben, mint királyi főlovászmester részt vett a rákosi gyűlésen.
1511-ben készült el a nyírbátori templom, amelynek berendezését annak feliratai szerint ő és két testvére István későbbi nádor, ekkor temesi ispán és András szatmári és szabolcsi főispán készíttette.
1519-ben főlovászmesterként és somogyi főispánként említik abban az örökösödési szerződésben, amelyben ő és testvérei, amennyiben magvuk szakadna, örökbe fogadják Rozgonyi Istvánt, ifjabb Rozgonyi János fiát.

## Családja
Közel ötvenéves korában nősült, gyermekei nem születtek.
Felesége Buzlai Mózes főudvarmester lánya volt.